# Grewia apetala
Grewia apetala är en malvaväxtart som beskrevs av Antoine Laurent de Jussieu. Grewia apetala ingår i släktet Grewia och familjen malvaväxter. Inga underarter finns listade i Catalogue of Life.